# Anthony Marriott
Anthony Marriott (17 de enero de 1931 - 17 de abril de 2014) fue un dramaturgo y guionista cinematográfico y televisivo británico.

## Biografía
Nacido en Londres, Inglaterra, su nombre completo era Anthony John Crosbie Marriott. Hijo de un oficial del ejército, aprendió interpretación en la Central School of Speech and Drama, en Londres.
En 1953 actuó en dos episodios de la miniserie de la British Broadcasting Corporation Robin Hood, y en 1956 en un capítulo de otra serie de BBC, Dixon of Dock Gree. Escribió su primer guion en 1961, para el episodio Hong Kong Story de la serie de Associated TeleVision Ghost Squad. A partir de entonces escribió diferentes guiones para producciones cinematográficas y televisivas.
Entre sus obras teatrales más conocidas figuran las comedias escritas junto a Alistair Foot Uproar in the House y No Sex Please, We’re British. Con Uproar in the House la pareja tuvo un gran éxito entre 1967 y 1969 en los teatros del West End. No Sex Please, We’re British se escenificó en tres salas entre 1971 y 1987, con un total de 6.761 representaciones, adaptándose al cine en 1973 con la colaboración de Marriott. Otras obras teatrales conocidas de Marriott fueron Shut Your Eyes and Think of England (1977) y No Room for Love (1978). Escrita en colaboración con John T. Chapman, en 1978 su obra Shut Your Eyes and Think of England fue nominada al Premio Laurence Olivier a la mejor comedia nueva.
Marriott vivió sus últimos años en una residencia para actores, la „Denville Hall“. Su esposa, Heulwen Roberts, murió en 1999. El matrimonio tuvo tres hijos. Anthony Marriott falleció en el año 2014 en Hillingdon, Londres.

## Guionista (selección)
- 1962/1963 : El Capitán Marte y el XL5 (serie TV, 11 episodios)
- 1964 : Every Day’s Holiday, de James Hill)
- 1966 : The Deadly Bees, de Freddie Francis)
- 1967 : Around with Allen (TV)
- 1967 : The Ghost of Monk’s Island, de Jan Darnley-Smith y Jeremy Summers
- 1965–1975 : Public Eye (serie TV de Associated British Corporation/Thames Television, 87 episodios)
- 2001 : Siga min ektethoume (TV), de Konstas Arzoglou